# Auxon-Dessus
Auxon-Dessus è un comune soppresso e frazione del comune francese di Les Auxons, situato nel dipartimento del Doubs nella regione della Borgogna-Franca Contea.
Auxon-Dessus è stato un comune indipendente fino al 1º gennaio 2015, quando si è fuso con il comune di Auxon-Dessous per formare il nuovo comune di Les Auxons.

## Società

### Evoluzione demografica
Abitanti censiti